# Історія Європейського Союзу з 2004
Історія Європейської Унії з 2004 року по теперішній час є поточною хронологією Європейської Унії. Це період значних потрясінь і реформ після розширення Європейської Унії в 2004 році. ЄУ прийняв десять нових членів, вісім з яких спочатку були набагато біднішими, ніж у середньому по ЄУ, а в 2007 році прийняв ще двох нових членів. Кілька років тому вона створила євро і повинна була розширити його та Шенгенську зону на нових членів. Однак це було затьмарено рецесією наприкінці 2000-х років і згубними суперечками щодо Європейської Конституції та Лісабонського договору. Протягом цього періоду Європейська народна партія була найбільшою групою в Європейському парламенті і забезпечує кожного президента Європейської комісії.

## Парламент та Комісія

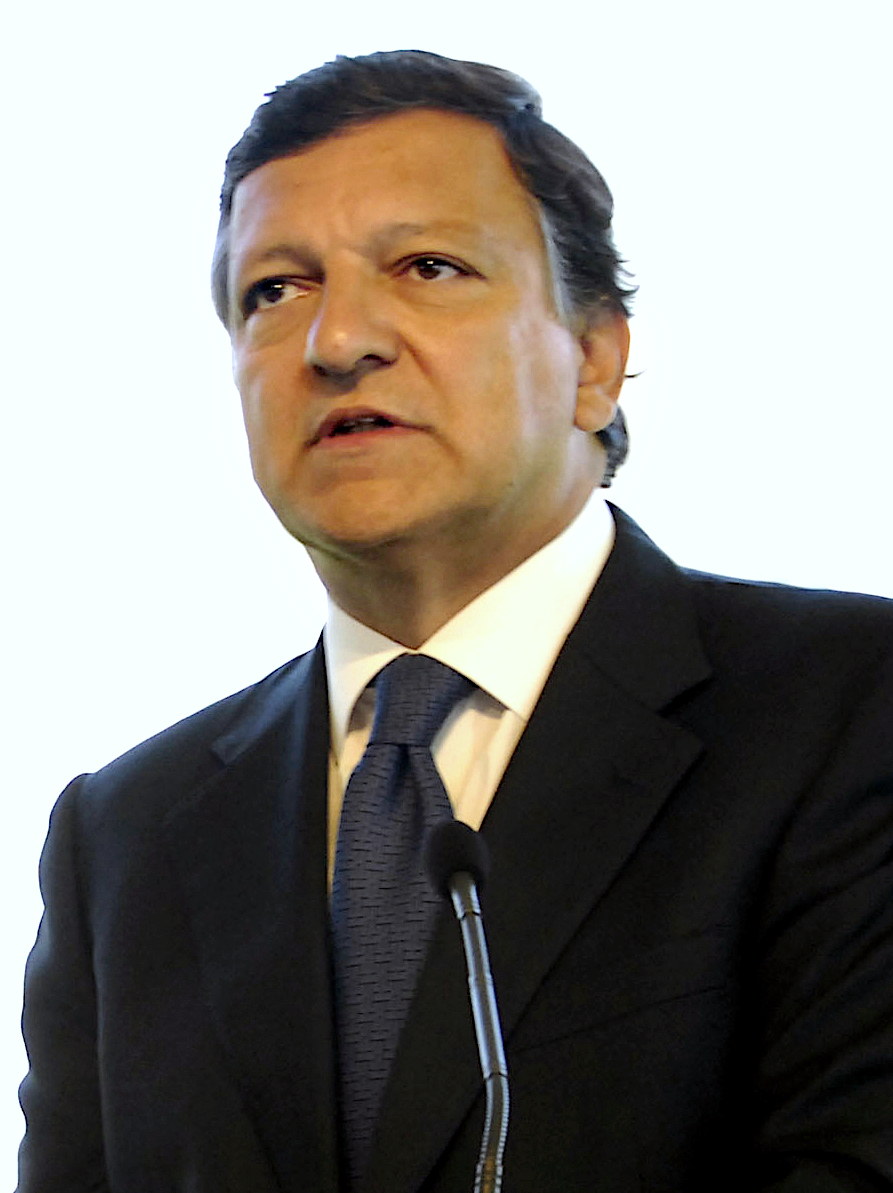
Президент Жозе Мануел Баррозу

З 10-13 червня 2004 року 25 членів ЄУ взяли участь у найбільших транснаціональних виборах в історії (з другим за величиною демократичний електоратом у світі). Підсумками шостих парламентських виборів була друга перемога  Європейської народної партії —— європейської групи демократів. Вони також побачили низьку явку виборців на 45,5%, вдруге вона впала нижче 50%.

### Баррозу І
Комісія Проді мала завершити свій мандат наприкінці жовтня 2004 року, тому після виборів до шостого Європейського парламенту 2004 року розпочався розгляд кандидатів на посаду голови Комісії. Прем’єр-міністр Бельгії Гі Верхофштадт (EDLR) з Республіки Ірландія, Франція та Німеччина підтримав сильну підтримку, який вважав його «переконливим європейцем, а також бійцем». Проте федералісту протистояли Іспанія, Сполучене Королівство, Італія та Польща через його явну опозицію війні в Іраку та включення Бога до Європейської Конституції. Ірландець Тишех Берті Ахерн ( AEN ) також був популярним кандидатом, але не хотів братися за цю роботу.
Через перемогу Європейської народної партії на попередніх виборах партії ЄНП прагнули отримати одного зі своїх членів на цю посаду, включаючи прем'єр-міністра Люксембургу Жана-Клода Юнкера (ЄНП), який відмовився, та канцлера Австрії Вольфганга Шюсселя (ЄНП), який був у коаліції з правою партією, яка дискредитувала його як кандидата в деякі уряди. Також було розхвалено низку комісарів, зокрема Франц Фішлер, комісар з питань сільського господарства (Австрія, ЄНП), Антоніо Віторіно, комісар з питань юстиції та внутрішніх справ (Португалія, PES), Кріс Паттен, комісар із зовнішніх зв'язків (Сполучене Королівство, ED) Мішель Барньє та Комісар з регіональної політики (Франція, EPP).
Іншими кандидатами були Верховний представник Хав'єр Солана (Іспанія, PES) і президент парламенту Пет Кокс (Ірландія, ELDR). Однак Баррозу став провідним кандидатом, незважаючи на його підтримку війни в Іраку і розглядався як найменший спільний знаменник після заперечень проти інших кандидатів. Парламент затвердив Баррозу на посаді президента 22 липня 2004 року 413 голосами проти 215 (44 утрималися), причому більшість його підтримала група ЄНП-ЄД. Однак він отримав похвалу за свій пізній вибір кандидатів.
Під час слухань депутати виявили провини в ряді комісарів. Комітети поставили під сумнів відповідність Інгріди Удре (Податковий і митний союз), Ласло Ковача (Енергетика), Нелі Крус (Конкуренція) та Маріанн Фішер-Боль (Сільське господарство). Проте найбільш суперечливим був Рокко Буттільоне як єврокомісар з питань юстиції, свободи та безпеки через його консервативні коментарі (щодо становища жінки в шлюбі та про те, що гомосексуальність є гріхом), які, на думку деяких євродепутатів, зробили його непридатним для роботи, що призвело до того, що комітет з громадянських прав став першим комітетом, який проголосував проти нового комісара.
Соціалісти були найголоснішими критиками Баррозу та запропонованої ним комісії, тоді як Народна партія підтримала комісію з розколом лібералів. Баррозу спробував запропонувати парламенту невеликі поступки, але вони не були прийняті, оскільки соціалісти дали зрозуміти, що вони проголосують за відмову від комісії в її нинішньому стані, залишивши розділеним лібералам вирішувати, чи буде Комісія Баррозу першою в історії ЄС, яка була відхилена. парламентом. Народна партія вимагала, щоб, якщо Буттільоне піде, то для рівноваги потрібно також пожертвувати соціалістичним комісаром.
Баррозу зрештою поступився і відкликав запропоновану ним колегію комісарів, а через три тижні, коли Проді залишився наглядачем, запропонував новий склад. Було три зміни, щоб допомогти його зниженому авторитету та заручитися підтримкою парламенту: Буттільоне був відкликаний Італією і замінений міністром закордонних справ Франко Фраттіні, Ласло Ковач був переведений з енергетики на оподаткування, а Інґріда Удре була відкликана і замінена Андрісом Пібалґсом, який зайняв над нині вакантною посадою Енергетика. Комісія була затверджена 18 листопада 2004 року, 449 голосами «за», 149 «проти» та 82 утрималися, після того, як Баррозу заручився підтримкою всіх трьох основних партій, і вони вступили на посаду 22 листопада, через три тижні після того, як вони повинні були ухвалити рішення.

#### 2007 рік
Румунія та Болгарія приєдналися до ЄС 1 січня 2007 року, кожна з яких отримала одного комісара, збільшивши коледж комісарів до 27 членів. Обидва нових комісарів були затверджені парламентом 12 грудня 2006 року. Меглену Куневу було призначено портфоліо захисту прав споживачів, яке раніше входило до спільного портфоліо охорони здоров'я та захисту споживачів. Її вітав парламент, а Народна партія та соціалісти були вражені її цілями та ставленням. За Куневу проголосувало 583 «за», 21 голос «проти» і 28 голосів «утрималися».
Спочатку Румунія запропонувала сенатора Варуяна Восганяна, однак він швидко зустрів опозицію з боку соціалістів та самої Комісії через його ультраправі погляди та відсутність досвіду роботи в ЄС чи профілі за межами Румунії. Цю номінацію замінив Леонард Орбан, якому було надано портфоліо багатомовности, що раніше входило до сфери освіти, навчання та культури. Однак це було зустрінено прохолодно за те, що це занадто тонке портфоліо. Лідер соціалістів Мартін Шульц, депутат Європарламенту, запропонував замість цього зосередитися на етнічних меншинах, але Баррозу це відхилив. Леонарда Орбана затвердив парламент 595 голосами «за», 16 «проти» і 29 утрималися.

### Баррозу II
На виборах 2009 року Європейська народна партія знову здобула перемогу, незважаючи на поразку британських консерваторів, які сформували меншу євроскептичну групу з іншими антифедералістичними правими партіями. Президентство в парламенті знову було поділено між Народною партією та соціалістами, і Єжи Бузек був обраний першим із східної Європи, який став головою Європейського парламенту.
У 2008 році Баррозу стабільно завойовував підтримку лідерів на другий президентський термін, Ніколя Саркозі та Сільвіо Берлусконі заявили про свою підтримку Баррозу, хоча сам Баррозу заявив, що це залежить від політичних партій у парламенті. 19 липня 2008 року Баррозу вперше заявив, що він претендує на другий термін і був підтриманий ЄНП для переобрання.
На виборах 2009 року ЄНП зберегла свої позиції найбільшої партії, хоча й не отримала абсолютної більшості навіть за підтримки інших праворуч. Проте друга і третя за величиною групи, соціалісти та ліберали, не змогли висунути альтернативного кандидата, щоб кинути виклик Баррозу, навіть якщо вони перемогли. Незважаючи на це, проти нього утворилася вільна червоно-зелено-жовта коаліція (соціалісти та ліберали з Зеленими – Європейський вільний альянс), намагаючись отримати поступки від Баррозу. Вони вимагали від Баррозу чітко викласти свої політичні вказівки на наступний термін і запропонувати членам своєї групи ключові пости в комісії. Вони також намагалися відкласти голосування після дати ратифікації Лісабонського договору, щоб мати більше повноважень щодо його призначення.
На зустрічі з політичними групами 10 вересня 2009 року Баррозу доводив свою нову політику в переповненому залі з надзвичайно жвавими дебатами, оскільки Баррозу захищав свій рекорд проти Зелених, своїх найзапекліших опонентів. Незважаючи на те, що він тримався в дебатах, він не отримав підтримки зелених. однак лідери соціалістів і лібералів пом'якшили свою опозицію, останні схвалили ідею уповноваженого з прав людини. Після пленарних дебатів 15 вересня Народна партія та антифедералістські консерватори та реформісти заявили про підтримку з умовною підтримкою лібералів. Соціалісти, зелені та євроскептична група « Свобода і демократія» оголосили опозицію, критикуючи лібералів за зміну таборів. Однак групи намагалися забезпечити дотримання партійної лінії, оскільки депутати Європарламенту голосують за допомогою таємного голосування. Голосування відбулося 16 вересня 2009 року. 16 вересня 2009 року Баррозу був переобраний парламентом 382 голосами проти 219 (із 718, 117 утрималися).
Перший кандидат у Комісію Болгарії Румяна Желева була змушена зняти кандидатуру через спротив депутатів Європарламенту, переважно соціалістів, які поставили під сумнів її придатність та фінансові інтереси, незважаючи на підтримку Народної партії (до якої належить її національна партія). Болгарія швидко представила Крісталіну Георгієву, але це змусило голосування в комісії відкласти на кілька тижнів, щоб можна було організувати слухання Георгієвої.
Парламент затвердив новий склад 9 лютого 2010 року 488 голосами «за». 137, зелені та крайні ліві, проголосували проти, тоді як 72 євродепутати утрималися; включаючи консерваторів і реформістів, які утрималися від голосування з демократії. Зелені критикували інші партії за те, що вони виступали проти команди Баррозу, а потім все одно проголосували за, протестуючи, що Баррозу «призначив портфелі без урахування компетенції майбутніх комісарів». Що ще гірше, він переміщав комісарів з посад, де вони добре працювали.

## Інституційна реформа

### Конституція

Ратифікації в державах-членах і країнах-кандидатках
Так – договір про приєднання
Так – лише парламент
Так – референдум
Ні – референдум
Референдум перенесено на невизначений термін
Жодного референдуму не планувалося

У 2003 році набув чинності Ніццький договір, який підготував ЄУ до його розширення в 2004 році. Однак деякі вважали, що потрібна подальша реформа, і ще до того, як Ніццький договір набув чинности, Європейський Конвент під головуванням колишнього президента Франції Валері Жискара д'Естена приступив до розробки європейської конституції, яка б консолідувала всі існуючі договори та спростила роботу ЄС. Проєкт був підтриманий Комісією, і в червні 2004 року остаточний текст був узгоджений. 29 жовтня 2004 року в Римі лідери ЄС підписали Європейську конституцію.
Конституція запропонувала ряд змін. Хоча її повноваження не були розширені, інші рішення приймалися б більшістю голосів із залученням парламенту. Вона зробила це, скасувавши базову структуру ЄС. Вона також намагалася спростити структуру та додати більше узгоджености шляхом створення постійного президента Європейської ради, а не ротації між членами та об’єднання Верховного представника з Європейським комісаром із зовнішніх зносин, щоб забезпечити єдине дипломатичне представництво. Вона також включала статті, що стосуються прапора та гімну ЄУ.

### Відмова
Договір підлягав ратифікації в кожній державі-члені. Кожна держава мала схвалити його, перш ніж він набув чинності. У більшості це було зроблено парламентським голосуванням (у Німеччині референдуми заборонені), але в інших це було винесено на референдум. Іспанія була першою країною, яка провела референдум щодо Конституції. Референдум схвалив Конституцію 76% голосів, хоча участь склала лише близько 43%. 29 травня 2005 року французька громадськість відхилила Конституцію з відривом від 55% до 45% проти 69%. І лише через три дні голландці відхилили конституцію з відривом від 61% до 39% при явці 62%. Незважаючи на відмову у Франції та Нідерландах, 10 липня 2005 року Люксембург провів референдум, на якому схвалили Конституцію з 57% до 43%. Це був останній референдум щодо Конституції, оскільки всі інші країни-члени, які запропонували провести референдуми, скасували їх.
Після відхилення конституції такими центральними державами лідери ЄС оголосили «період роздумів», поки вони вирішили, що робити далі. Цей період закінчується Берлінською декларацією 25 березня 2007 року (що було 50-річчям Римських договорів). Декларація мала надати новий імпульс пошуку нового інституційного врегулювання. 4 червня 2007 року ця група, відома як Amato Group, представила свій звіт. Вони запропонували створити нову Міжурядову конференцію з метою написати новий договір, який перепише Договір про Європейський Союз, внесе зміни до Договору про створення Європейського Співтовариства та надасть Хартії основних прав Європейського Союзу юридично обов’язковий статус. Новий договір буде заснований на першій і четвертій частинах Конституції, інші зміни в Конституції будуть досягнуті шляхом внесення поправок до Римського договору.

### Лісабонська угода

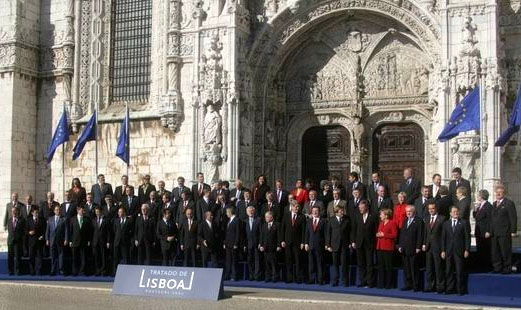
Лісабонський договір набув чинності 1 грудня.

Була досягнута домовленість щодо 16-сторінкового мандату для Міжурядової конференції, яка пропонувала видалити більшу частину конституційної термінології та багато символів зі старого тексту європейської конституції. Крім того, було погоджено рекомендувати МКГР внести зміни до положень старої Європейської Конституції в деяких ключових аспектах (наприклад, голосування або зовнішня політика). Через тиск із боку Сполученого Королівства та Польщі було ухвалене рішення також додати протокол до Хартії основоположних прав Європейського Союзу (з уточненням, що він не розширює права судів на скасування внутрішнього законодавства Сполученого Королівства чи Польщі). Серед конкретних змін були більша можливість відмовитися від певних сфер законодавства та те, що запропонована нова система голосування, яка була частиною Європейської Конституції, не буде використовуватися до 2014 року. На червневій зустрічі також з’явилася назва «Договір про реформу», що нарешті пояснило, що від конституційного підходу відмовилися. Технічно було погоджено, що Договір про реформу внесе зміни як до Договору про Європейський Союз (TEU), так і до Договору про створення Європейського Співтовариства (TEC), щоб включати більшість положень Європейської Конституції, але не об’єднувати їх в один документ. Також було погоджено перейменувати Договір про створення Європейського Співтовариства, який є основною функціональною угодою, що включає більшість матеріальних положень первинного європейського права, на «Договір про функціонування Союзу». Крім того, було погоджено, що на відміну від Європейської Конституції, де Хартія була частиною документа, буде лише посилання на Хартію основних прав Європейського Союзу, щоб зробити цей текст юридично обов’язковим.
13 грудня 2007 року в Лісабоні, Португалія, відбулося підписання Лісабонського договору. Однак цей договір був розроблений таким чином, щоб не було необхідности виносити його на референдум. Проте за конституцією Республіки Ірландія вимагала проведення референдуму. У 2008 році референдум був програний, що зупинило виконання договору. Однак після того, як Ірландія отримала низку гарантій, ірландці скасували своє рішення на другому референдумі 2009 року.
Лісабонський договір нарешті набув чинности 1 грудня 2009 року. Він створив посаду президента Європейської ради та значно розширила посаду високого представника. Після довгих дебатів про те, яка людина має бути президентом, Європейська Рада погодилася на стриману особистість і обрала Германа ван Ромпея, а початківець з зовнішньої політики Кетрін Ештон стала Верховною представницею. Ештон отримала завдання розробити план нової Європейської служби зовнішніх дій (EEAS), і незабаром вона отримала критику за її дипломатичні рішення та плани щодо EEAS, хоча багато хто відкинув цю критику як необґрунтовану. Нарешті, з фінансовою кризою з’явився новий імпульс для реформи управління єврозоною.
Лісабонський договір також скасував систему стовпів, поширивши парламентський нагляд на сфери, які раніше були підпорядковані поліцейському та судовому співробітництву у кримінальних справах, і в обмеженій мірі на Спільну зовнішню політику та політику безпеки. Незважаючи на відсутність повного контролю над цією сферою, парламент мав бюджетні повноваження щодо створення ЄСВД і тримав її в заручниках, поки його вимоги до ЄСВД не були задоволені. Розширення ролі ЄС у сфері оборони та нагляду за нею також призвело до рішення від 31 березня 2010 року скасувати Західноєвропейський Союз.

## Розширення

Нові країни-члени жовтого кольору

У 2007 р. п'яте розширення завершилося приєднанням Румунії та Болгарії 1 січня. 53 євродепутати увійшли до парламенту разом із двома комісарами, для яких у комісії було створено дві нові посади. Посадою, створеною для румунського комісара, була багатомовність, яку деякі критикували за вузький обсяг.
Переговорний процес з Хорватією як офіційною країною-кандидатом був зупинений на 10 місяців через блокаду Словенією вступу Хорватії до ЄС, яка була знята у вересні 2009 року після угоди. Хорватія приєдналася до ЄС як 28-й член 1 липня 2013 року в рамках шостого розширення.
Фінансова криза сильно вдарила євроскептичну Ісландію, і її бажання шукати притулку в ЄС та євро призвело до того, що вона подала свою першу офіційну заявку. Очікувалося, що переговори завершиться швидко. Якщо суперечки щодо рибальства будуть вирішені і ісландський народ погодиться, то Ісландія приєднається. У квітні 2013 року в Ісландії було обрано новий уряд, і цей уряд призупинив переговори до проведення референдуму.
У програмі розширення, що триває, є сім інших кандидатів: Албанія, Молдова, Північна Македонія, Сербія, Туреччина, Україна та Чорногорія. Також в порядку денному розширення були держави Боснія і Герцеговина та Косово.

### Brexit
1 лютого 2020 року за центральноєвропейським часом (31 січня за Гринвічем) Сполучене Королівство вийшло з Європейського Союзу відповідно до статті 50 Договору про Європейський Союз. З тих пір і до 31 грудня 2020 року діяв перехідний період, який зберігав усі інші аспекти відносин, щоб дозволити підприємствам підготуватися та провести переговори щодо угоди про вільну торгівлю. Згодом була підписана угода про торгівлю та співробітництво між ЄС та Сполученим Королівством, яка тимчасово застосовується з 1 січня 2021 року.

## Євро і рецесія
У 2007 році Словенія прийняла євро, Мальта і Кіпр у 2008 році, Словаччина в 2009 році, Естонія в 2011 році, Латвія в 2014 році і Литва в 2015 році. Однак проблеми виникли з існуючими членами, коли єврозона вступила в свою першу рецесію в 2008 році. Члени співпрацювали, і ЄЦБ втрутився, щоб допомогти відновити економічне зростання, і євро вважалося надійним притулком, особливо для тих, хто знаходиться за межами країни, як-от Ісландія.
Однак через ризик дефолту в Греції та інших країнах-членах наприкінці 2009–2010 років лідери єврозони погодилися узгодити положення про надання допомоги країнам-членам, які не змогли зібрати кошти. Це був зворотний поворот у договорах ЄС, які виключають будь-яку заставу для членів євро, щоб заохотити їх краще управляти своїми фінансами. Проте, оскільки Греція намагається відновити свої фінанси, інші країни-члени також піддаються ризику, і це матиме наслідки для решти економіки єврозони; було узгоджено механізм порятунку, хоча з надією, що його ніколи не потрібно буде використовувати. Криза також підштовхнула до консенсусу щодо подальшої економічної інтеграції та ряду пропозицій, таких як Європейський валютний фонд або федеральне казначейство.

## Вплив пандемії COVID-19

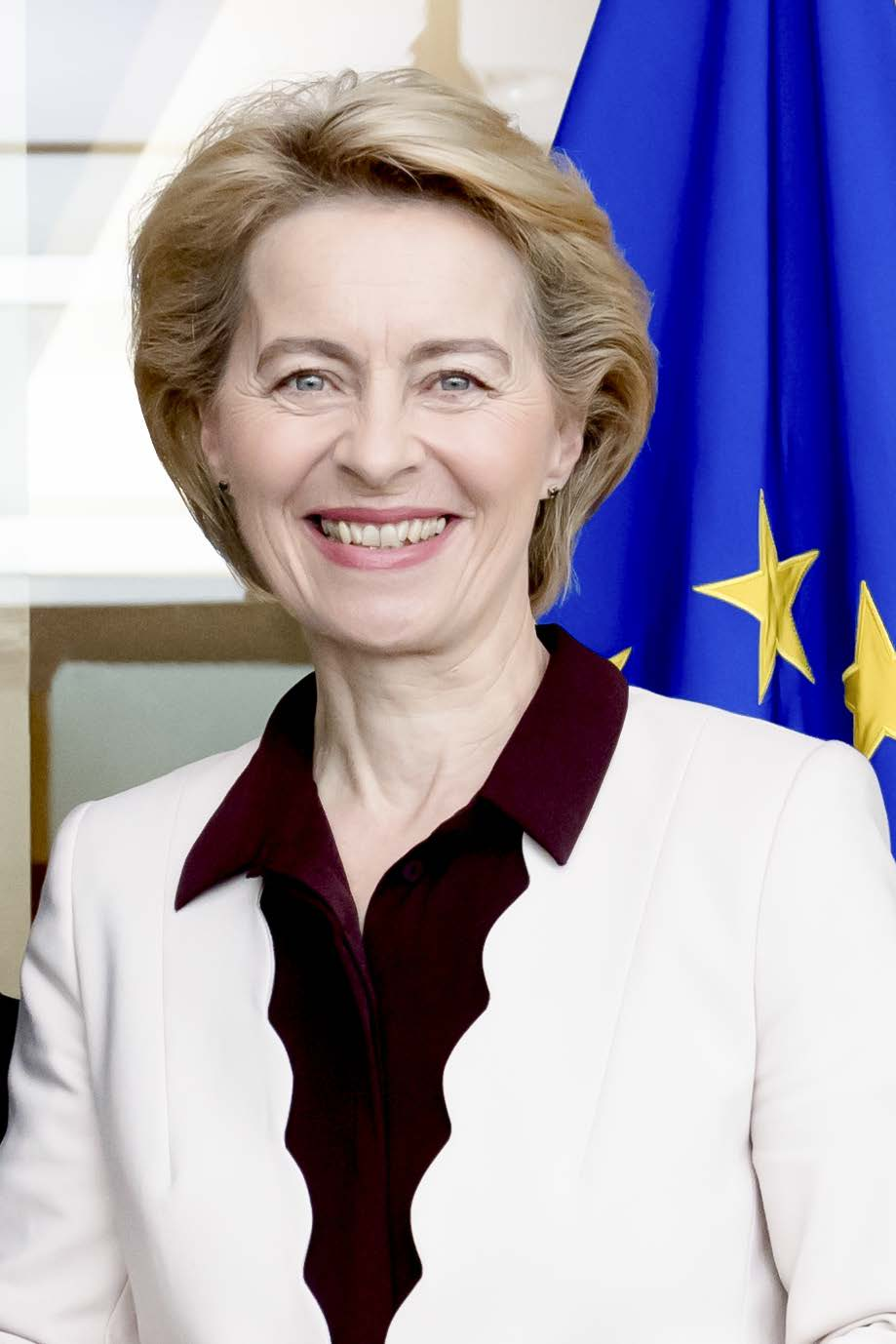
Президент Європейської комісії Урсула фон дер Ляйєн (з 1 грудня 2019 року)

Після економічної кризи, спричиненої пандемією COVID-19, лідери Європейського Союзу вперше погодилися виділити спільний борг для фінансування Європейської програми відновлення під назвою Next Generation EU (NGEU).

## Вплив російсько-української війни
24 лютого 2022 року, після угруповання на кордонах України, Збройні сили Російської Федерації здійснили спробу повномасштабного вторгнення в Україну.
Європейський Союз ввів жорсткі санкції проти Росії та домовився про об’єднаний пакет військової допомоги Україні для летального озброєння, що фінансується через позабюджетний інструмент Європейського фонду миру. Так само в перші тижні війни сусідні країни-члени ЄС отримали масовий наплив українських біженців, які тікали від конфлікту. Конфлікт показав енергетичну залежність ЄС від Росії, яку вважають постачальником, що «явно» загрожує ЄС. Ця подія викликала відчуття невідкладності переходу до альтернативних постачальників енергії та подальшого розвитку чистих джерел енергії.
У понеділок 28 лютого 2022 року Президент України Володимир Зеленський підписав заявку на членство України в Європейському Союзі. Також Глава держави із Головою ВРУ Русланом Стефанчуком та Прем'єр-міністром України Денисом Шмигалем підписали Спільну заяву. 1 березня 2022 року Європейський парламент рекомендував зробити Україну офіційним кандидатом на членство, а 10 березня 2022 року Рада Європейського Союзу звернулася до Європейської Комісії з проханням дати висновок щодо заявки. 8 квітня 2022 року фон дер Ляєн особисто передала Зеленському законодавчу анкету.. 17 квітня 2022 року Україна завершила роботу над першою частиною опитувальника, а 9 травня — над другою.
17 червня 2022 року Європейська комісія рекомендувала Європейській раді надати України статус кандидата на вступ до Європейського Союзу. Європейський парламент 23 червня 2022 ухвалив резолюцію із закликом невідкладно надати статус кандидата на членство в Європейського Союзу для України. 23 червня 2022 року Європейська Рада надала Молдові й Україні статус кандидата на вступ до ЄС. Шарль Мішель, президент Європейської Ради, заявив, що це «історичний момент». Український уряд сподівається розпочати переговори на початку 2023 року, а сам вступ відбудеться не раніше 2029 року.